# Informationen zum Arbeitslosenrecht und Sozialhilferecht
Die Informationen zum Arbeitslosenrecht und Sozialhilferecht (info also) ist eine juristische Fachzeitschrift, die sich dem Recht der Arbeitslosenversicherung, der Grundsicherung für Arbeitsuchende und der Sozialhilfe einschließlich des jeweiligen Verfahrens- und Prozessrechts widmet.
Die Zeitschrift enthält Aufsätze, Urteile – auch der Instanzgerichte und teils mit Anmerkungen – sowie Übersichtsartikel zur Entwicklung der Rechtsprechung. Außerdem bringt sie Buchbesprechungen und eine Zeitschriftenschau.
Die Beiträge richten sich vorwiegend an sozialrechtliche Praktiker in den Sozialbehörden, an die Richterschaft und Anwaltschaft. Sie sind aber auch für die Wissenschaft von Interesse.
Dem Herausgeberkreis gehören an: Christian Armborst, Uwe Berlit, Claus-Peter Bienert, Wolfgang Conradis, Susanne Dern, Udo Geiger, Gerd Goldmann, Jörn Hökendorf, Uwe Klerks, Ute Kötter, Ingo Palsherm, Ulrich Stascheit, Horst Steinmeyer, Maria Wersig und Ute Winkler an. Die Redaktion liegt bei Horst Steinmeyer und Uwe Berlit.
Die Zeitschrift erscheint seit 1983. Ursprünglich wurde sie von den Fachbereichen Sozialarbeit und Sozialpädagogik der Fachhochschule Frankfurt am Main herausgegeben. In den beiden ersten Jahren erschienen einzelne Hefte. Seit 1985 wird die Zeitschrift regelmäßig veröffentlicht. Sie erscheint im Nomos Verlag, Baden-Baden, mit sechs Ausgaben pro Jahr.
Im Online-Archiv der Zeitschrift sind einzelne ältere Beiträge rückwirkend bis zum Erscheinungsjahr 2003 frei abrufbar. Die Zeitschrift ist im Volltext über die Datenbanken Beck Online und Nomos Online zu nutzen.
Die gedruckte Auflage beträgt 3.100 Exemplare.

## Nachweise
1. 1 2  Mediadaten 2017 (Seite nicht mehr abrufbar, festgestellt im Juli 2025. Suche in Webarchiven)  Info: Der Link wurde automatisch als defekt markiert. Bitte prüfe den Link gemäß Anleitung und entferne dann diesen Hinweis. (PDF; 132 kB), abgerufen am 19. März 2017